# Arquebisbat de París

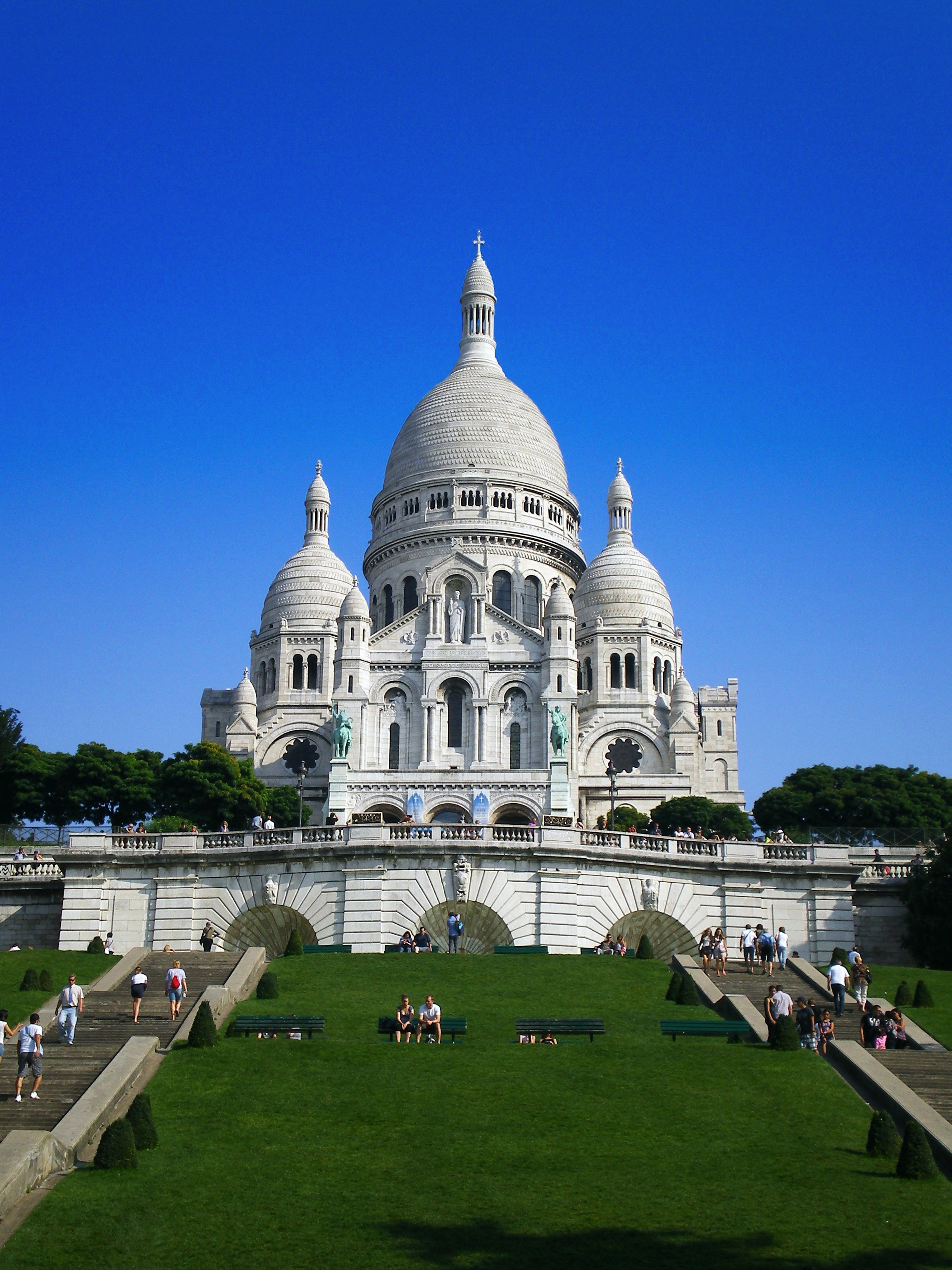
La Basílica del Sacré Cœur a Montmartre, iniciada al 1873 i consagrada al 1919.

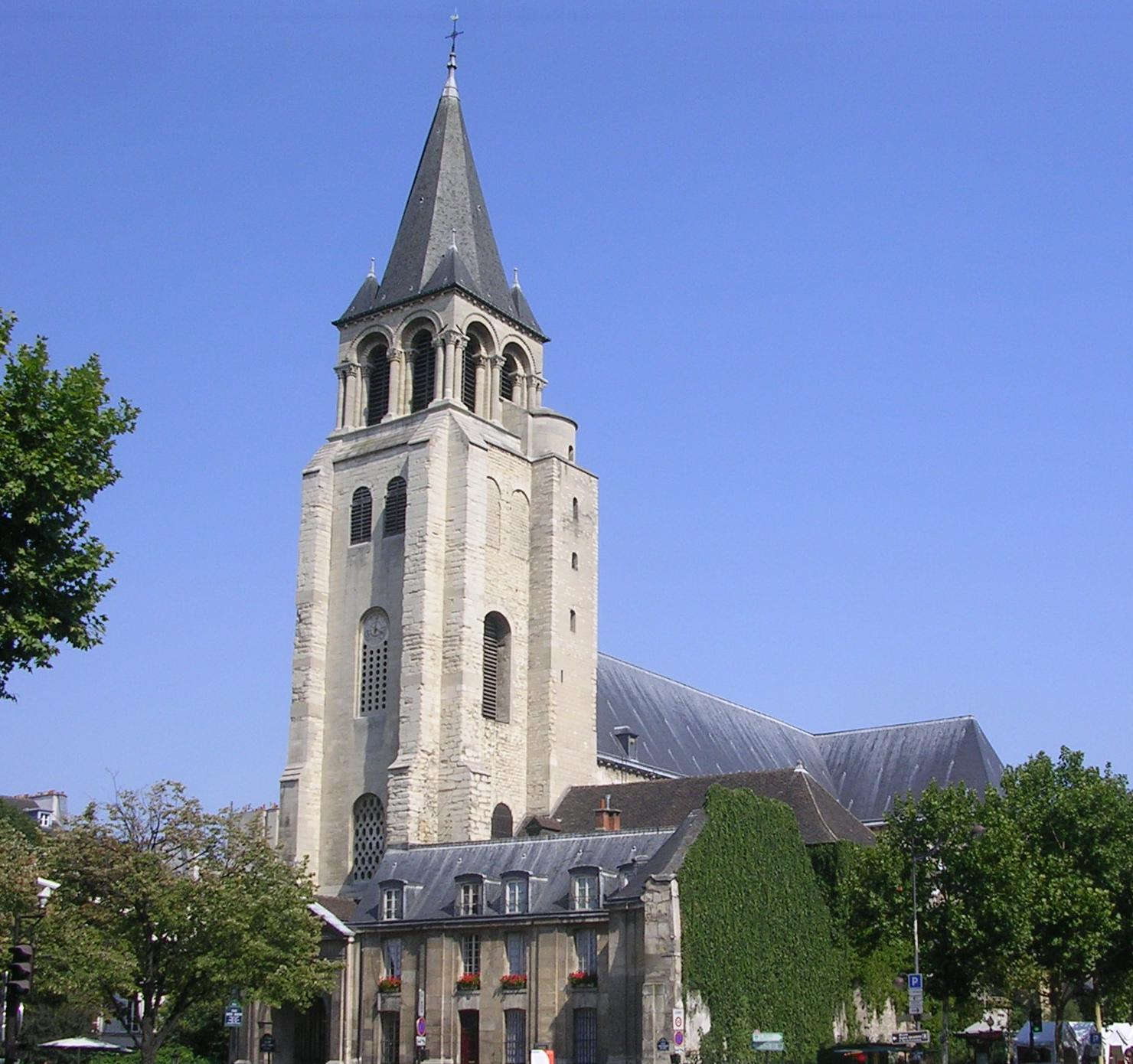
L'església Abacial de Saint-Germain-des-Prés, del.

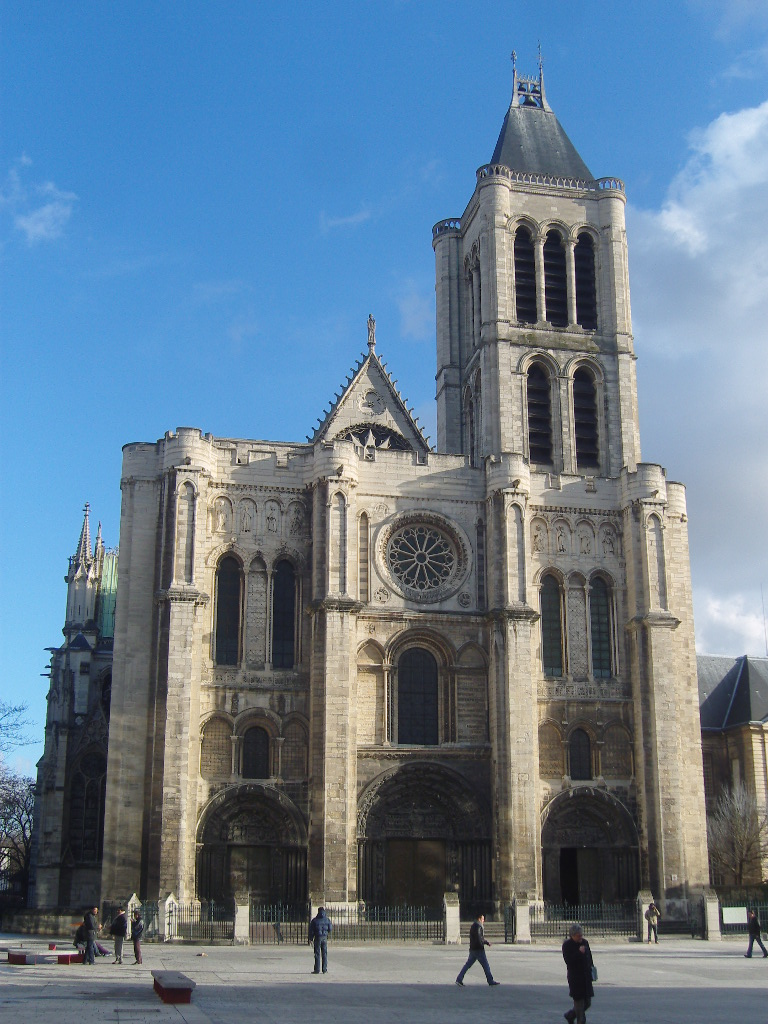
La basílica de Saint-Denis, avui catedral de la diòcesi de Saint-Denis, va ser una de les esglésies més importants de París, dedicada al protobisbe sant Dionís. Fundada a inicis del, conserva al seu interior les tombes de molts dels reis de França.

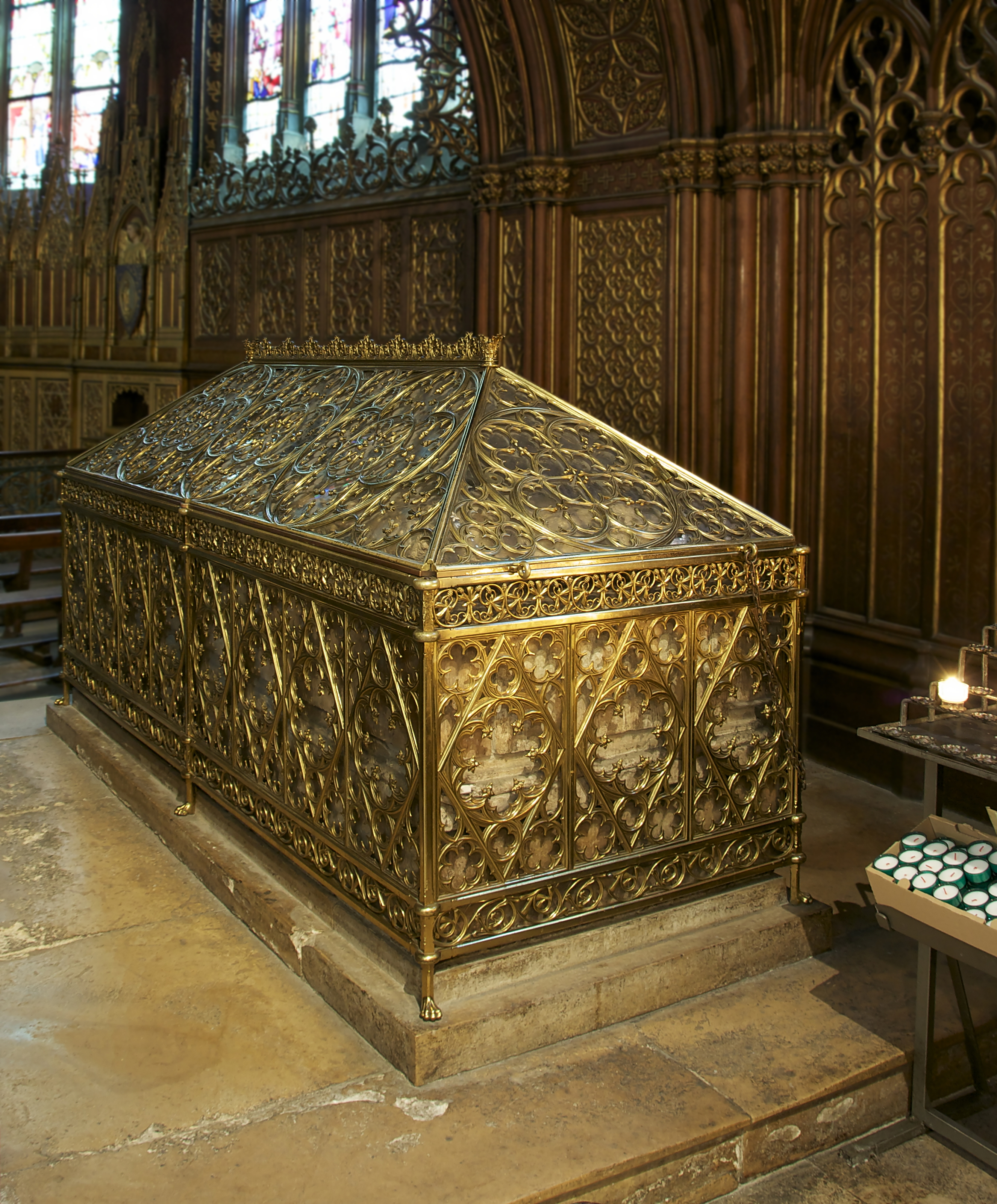
Tomba de santa Genoveva, patrona de Paris, conservada a l'església de Saint-Étienne-du-Mont, propera al Panteó.

L'arquebisbat de París (llatí: Archidioecesis Parisiensis) és una seu metropolitana de l'Església Catòlica Romana. El 2004 tenia 1.548.996 batejats sobre una població de 2.212.851 habitants. En l'actualitat està presidida per l'arquebisbe Michel Aupetit.
Erigida al segle iii, va ser elevada al rang d'arxidiòcesi metropolitana el 1622. És l'arxidiòcesi històrica de l'Illa de França. El 1790 s'estenia sobre el país de França, l'Hurepoix i la Brie francesa. Entre 1801 i 1968 ocupava el departament del Sena; i a partir de 1968, ocupa la comuna-departament de París.
El seu centre litúrgic és la catedral de Notre-Dame de París. L'arquebisbe resideix a la rue Barbet de Jouy, però hi ha oficines diocesanes a rue de la Ville-Eveque, a rue St. Bernard i en altres zones de la ciutat. L'arquebisbe serveix com a ordinari pels catòlics de ritus orientals a França, llevat dels armenis i dels ucraïnesos.

## Territori
L'arxidiòcesi comprèn el departament de París. S'estén sobre 105km² i està sots-dividit en 116 parròquies.

### Província eclesiàstica
La província eclesiàstica de París està constituïda per les següents diòcesis sufragànies:
- Diòcesi de Créteil
- Diòcesi d'Évry-Corbeil-Essonnes
- Diòcesi de Meaux
- Diòcesi de Nanterre
- Diòcesi de Pontoise
- Diòcesi de Saint-Denis
- Diòcesi de Versalles

### Catedral i basíliques
L'arxidiòcesi té les següents basíliques:
- la catedral i basílica menor de Nostra Senyora (Notre-Dame)
- la basílica menor de Santa Clotilde i santa Valèria (Basilique Sainte-Clotilde et Sainte Valère)
- la basílica menor del Sagrat Cor (Basilique Sacré-Cœur)
- la basílica menor de Nostra Senyora de les Victòries (Basilique Notre-Dame des Victoires)
- la basílica menor de Nostra Senyora del Perpetu Socors (Basilique Notre-Dame du Perpétuel Secours)
- la basílica menor de Santa Joana d'Arc (Basilique Sainte-Jeanne-d'Arc)

## Història
La diòcesi de París va ser creada durant el segle iii. La data de l'apostolat de Sant Dionís, el primer bisbe de París, està envoltada de controvèrsia, tot i que l'opinió prevalent és l'atribuïda a Gregori de Tours, qui afirmà que sant Dionís va ser un dels 7 bisbes enviats pel Papa Fabià vers el 250. Malgrat tot, és cert que la comunitat cristiana de París ja tenia una certa importància vers el segle iii, com queda provat pel descobriment de catacumbes i d'antics cementiris cristians. El primer bisbe del qui es tenen registres es digué Victor, la firma del qual es troba a un document redactat al 346, mitjançant el qual, al pseudo-concili de Colònia, un grup de bisbes es van fer seves les decisions del concili de Sàrdica a favor d'Atanasi d'Alexandria.
Lutetia Parisiorum, capital dels poble celta dels Parisis, era una civitas de la Gàl·lia Lugdunense (o Senònia), com testimonia la Notitia Galliarum del segle v. Des del punt de vista religiós, igual que pel civil, Paris depenia de la província eclesiàstica de l'arquebisbat de Sens, seu metropolitana provincial.
Clodoveu I, rei dels francs, va ser batejat al 497 després de convertir-se al cristianisme, va fer de París la seva capital. El següent període merovingi coincidí amb un gran creixement religiós. A la basílica de Saint-Denis, erigida des d'inicis del segle vii, se sepultaren molts dels reis merovingis de Paris.
El bisbe Landeric fundà el primer hospital de la ciutat, l'Hôtel-Dieu, i donà al monjo Marcolf l'encàrrec de redactar, sota el nom de Recueil de Formules, el primer codi legislatiu francès, un monument a la legislació del segle VII.
L'època carolíngia començà amb l'episcopat de Déofroi, que rebé la visita del Papa Esteve III. Els bisbes van estendre el seu poder polític, tant per l'absència del sobirà que vivien sovint entre les ribes del Mosa i del Rin. Erchanrade I, que ocupà la seu a finals del segle viii, instituí el capítol catedralici de Notre Dame. Entre els segles ix i x els bisbes adquiririen els poders polític i econòmic.
Els poders episcopals no van minvar amb l'arribada dels Capet als segles xi i xii. Malgrat tot, com que la majoria dels Capets van residir a París, va haver-hi topades a mitjan segle XII: el bisbe llançà l'interdicto sobre el regne i el rei confiscà les propietats de l'Església. La intervenció del Papa i de Bernat de Claravall arreglaren la disputa. Quan el teòleg més famós del moment, Pere Llombard, va ser nomenat bisbe de París, va fer que el bisbat i la seva universitat gaudissin d'un gran prestigi acadèmi. Al segle xii es tanca amb el llarg episcopat de Maurice de Sully, qui emprengué la construcció i posteriorment consagraria la catedral de Notre-Dame, a més d'acollir a París al Papa Alexandre III.
París esdevindria la seu d'una gran universitat, coneguda amb el nom de la Sorbona, independent del poder polític. Entre els seus mestres trobem a Pere Abelard, a Pere Llombard, a Jean Gerson o a Tomàs d'Aquino.
La Guerra dels Cent Anys (1337-1452) va ser un període difícil per a la diòcesi: després de la batalla de Poitiers el 1356 el bisbe Jean de Meulan va ser presoner. Al segle xiv per primera vegada el bisbe de París rebria la porpra cardenalícia, privilegi que rebé Étienne de Poissy i, després, al seu successor, Aymeric de Magnac. Abans del final de la guerra, el bisbe Jean Courtecuisse, un teòleg de tendències gal·licanistes, va ser obligat a exiliar-se a Ginebra, on morí el 1423, per qüestions polítiques.
El segle xvi veié l'episcopat del poeta i diplomàtic Jean du Bellay, qui va ser un típic bisbe renaixentista. Va tenir com a secretari a Rabelais. Malgrat tot, va caure en desgràcia sota el regnat d'Enric II i hagué de marxar el 1551 cap a Roma, on morí.
A partir dels segles xvi i xvii, París esdevé el centre cultural i religiós de tota l'Església de França: el 15 d'agost de 1534 Ignasi de Loiola fundà la Companyia de Jesús a la capella de Sant Dionís, situada al costat de Montmartre; es converteix en el centre europeu d'espiritualitat més important, representat principalment pel cardenal Bérulle, i es fundaren importants instituts religiosos com els de l'Oratori de Jesús o els sulpicians; a París Vicenç de Paül fundaria la Congregació de les Filles de la Caritat i envià missioners tant per França com a la resta del món; i Barbe Avrillot introduiria les Carmelites descalces a França.
El 20 d'octubre de 1622, mitjançant la butlla pontifícia Universi orbis del papa Gregori XV la diòcesi de Paris va ser elevada al rang d'arxidiòcesi metropolitana. Inicialment tenia com a diòcesis sufragànies les de Chartres, Meaux i Orleans.
El 1674 es creà el títol de Duc de Saint-Cloud pels arquebisbes.
Contràriament als sis pars eclesiàstics primitius del regne de França (els bisbes-ducs de Reims, Laon i Langres, el bisbe-compte de Beauvais, Châlons i Noyon i els abats de Saint-Remi de Reims, guardià de la Sagrada Ampolla, i de Saint Denis, guardià de les altres insígnies reials i de la necròpolis reial), els bisbes (després arquebisbes) de París no participaven en el cerimonial de la coronació dels reis de França a la  catedral de Notre-Dame de Reims.
Durant els segles XVII i XVIII s'estengueren per París el jansenisme i el quietisme. Inicialment l'arquebisbe Christophe de Beaumont havia de posar fi a la controvèrsia; però la seva negativa a donar els sagraments als jansenistes no penedits li va fer guanyar l'odi del parlament i de Lluís XV, qui el condemnà a l'exili.
Fins i tot el seu successor Antoine Leclerc de Juigné tornà a l'exili, aquesta vegada en plena Revolució, que veié el xoc entre els sacerdots que signaren la constitució civil del clergat i els anomenats "resistents al tractament", molts dels quals van ser assassinats al setembre de 1792.
El 29 de novembre de 1801, d'acord al concordat entre la Santa Seu i Napoleó Bonaparte, cedí una part del seu territori (els ardiacats de Josas i de Brie) per tal d'erigir la diòcesi de Versalles i el decanat de Champeus a la diòcesi de Sens. Com a resultat d'aquests canvis, l'arquebisbat, que abans tenia 492 parròquies, es veié reduïda a 118.
El Concordat establí que la província eclesiàstica de París comprenia 8 de sufragànies: Amiens, Arràs, Cambrai, Orleans, Meaux, Soissons, Troyes i Versalles. Amb la Restauració es restauraren els arquebisbats de Reims i de Sens, sostraient les diòcesis de Troyes, Amiens i Soissons de la jurisdicció de París. El 1841, també Cambrai es convertiria en una nova seu metropolitana, amb Arràs com a sufragània. Però, en canvi, els bisbats de Blois i Chartres, restaurats el 1822, s'inclogueren a la província eclesiàstica de París.
Durant l'època de la Comuna de París l'arquebisbe Georges Darboy va ser afusellat.
Durant el segle xix París esdevingué un important centre missioner, on hauria la seu de la Societat de les Missions Estrangeres de París i els esperitans.
El 9 d'octubre de 1966 l'arquebisbat cedí part del seu territori per les ereccions de les diòcesis de Créteil, Nanterre i Saint-Denis. A partir d'aquell moment, el territori de l'arquebisbat coincideix amb el del departament de París. Fins al moment de la creació de les noves diòcesis havien dues ardiaconats: Madeleine and St. Séverin.
A partir de 1967 els arquebisbes de París són creats cardenals-preveres de l'església de Sant Lluís dels Francesos de Roma.
Entre el 19 i el 24 d'agost de 1997 l'arquebisbat de París acullí la XII Jornada Mundial de la Joventut, presidida per Joan Pau II, a la qual assistiren 1.200.000 joves d'arreu del món.

## Llista de bisbes i arquebisbes de París

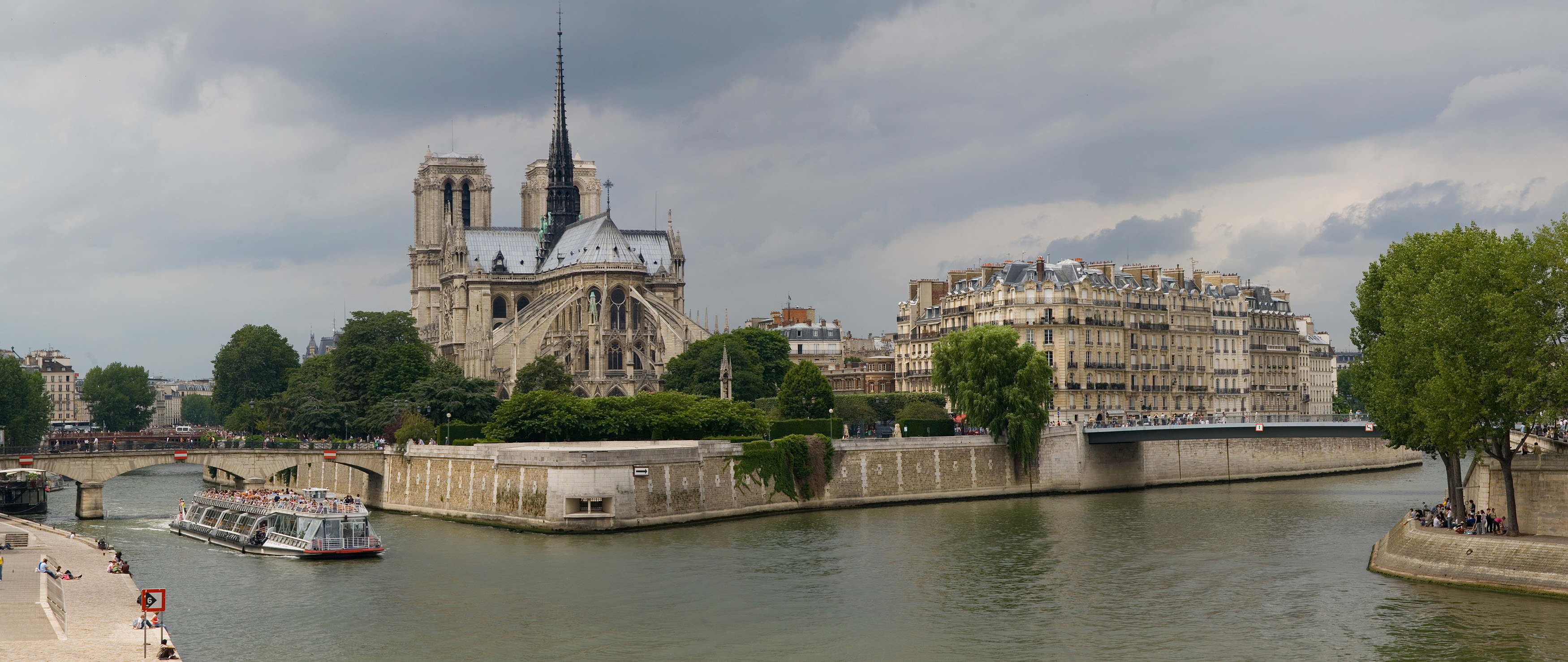
Notre-Dame i lÎle de la Cité

| Bisbes de Paris      | Bisbes de Paris                                | Bisbes de Paris |
| -------------------- | ---------------------------------------------- | --- |
| ??? -250             | Sant Dionís o Denis                            | Màrtir al segle III |
| ???-???              | Mallon (Mallo)                                 | |
| ???-???              | Masse (Maxe)                                   | |
| ???-???              | Marcus (Marc)                                  | |
| ???-???              | Adventus (Aventus)                             | |
| 344-346              | Victorinus (Victorin)                          | Testimonià en favor d'Atanasi d'Alexandria al 346 |
| 360-???              | Paulus (Paul)                                  | |
| v. 376-v. 400        | Prudentius (Prudence)                          | Enterrat on esdevindria el cementiri de Santa Genoveva |
| 405-435              | Saint Marcel                                   | Traspassà vers el 435 |
| ???-???              | Vivianus (Vivien)                              | |
| ???-???              | Félix                                          | |
| ???-???              | Flavianus (Flavien)                            | |
| ???-???              | Ursicianus (Ursicin)                           | |
| ???-???              | Apedinus (Apédine)                             | |
| 511-v. 525           | Heraclius (Héracle)                            | Defensà un prevere culpable davant Remigi de Reims i participà en el Concili d'Orleans al 511 |
| ???-???              | Probatius                                      | |
| 533-545              | Amelius                                        | Participa als Concilis d'Orleans de 533, 538, i 541 |
| 545-552              | Saffarace                                      | Assistí al Concili d'Orleans del 549. Deposat després del Concili de París del 553, convocat per Khildebert I |
| v. 550-555           | Eusèbe o Eusebius o (Libanus- Libianus)        | |
| 555-576              | Sant Germà                                     | |
| 576-591              | Ragnemod                                       | Anomenat Rucco per Fortunat. |
| v. 592-???           | Eusèbe II                                      | Bisbe d'origen sirià |
| ???-???              | Faramodus                                      | Germà de Ragnemode |
| v. 601-???           | Simplicius (Simplice)                          | Mencionat el 601 |
| 614-625              | Saint Céraune o Céran                          | Assistí al Concili de París al 614 i va ser enterrat a la Basílica de Santa Genoveva. |
| 625-626              | Leudébert (Léodebert)                          | Assistí al Concili de Clichy 626-627 |
| 644-650              | Audebert (Aubert)                              | Assistí al Concili de Chalon-sur-Saône entre 647 - 653 |
| 650-656              | Sant Landeric                                  | |
| 656-663              | Chrotbert (Chrodeberthus)                      | mentionat a les actes de 660 i de 664 i a la Vie de Bathilde al 657. Traspasà al 663/664 |
| ???-???              | Sigebrand                                      | Assassinat entre el 664 o el 665 |
| ???-666              | Importunus                                     | Apareix en una acta anterir entre el 667 o el 664 |
| 666-680              | Agilbert (Egilbert)                            | Participà al Concili de Whitby al 664. Era el germà de l'abadessa Théodechilde de Jouarre, va ser enterrat al augmentum de la basílica funerària de Sant Pau d'aquell monestir. La seva tomba encara és visible. |
| 690-692              | Sigefroi                                       | Mencionat a les actes de 690, 691 i 692. |
| 693-698              | Turnoald                                       | Mencionat a les actes entre 693 i 717. |
| ???-???              | Adulphe                                        | |
| ???-???              | Bernechaire                                    | |
| 724-730              | Hug de Xampanya                                | El seu pare, Drogon, era germà consanguini de Charles Martel. Va morir a Jumièges. |
| ???-???              | Merseidus                                      | |
| ???-???              | Fédole                                         | |
| ???-???              | Ragnecapt                                      | Igual que Hugues, podria haver simultanejat els bisbats de París i de Rouen entre el 730 i el 744. |
| ???-???              | Radbert                                        | |
| ???-???              | Madalbert (Maubert)                            | |
| 757-v. 775           | Déofroi                                        | Apareix en una acta del 756 i tanca la llista de bisbes de l'època carolíngia. Va assistir al Concili de Compiègne del 757.                                                                                      |
| 775-v. 795           | Erchanrade I                                   | |
| v. 809-???           | Ermanfroi                                      | |
| 811-831              | Inchad                                         | |
| 832-857              | Erchanrad II, dit El Jove                      | |
| 858-870              | Enée                                           | |
| 871-883              | Ingelvin                                       | |
| 884-886              | Gauzlin                                        | |
| 886-911              | Anschéric (Anscharic)                          | |
| 911-922              | Théodulphe                                     | |
| 922-926              | Fulrade                                        | |
| 927-v. 935           | Adelhelme                                      | |
| 937-941              | Gauthier I (Walter)                            | |
| ???-???              | Albericus                                      | |
| v. 954-???           | Constantius                                    | |
| ???-???              | Garin                                          | |
| 979-980              | Rainald I (Renaud)                             | |
| 987-989              | Eliziard (Lisiard, Lysiard)                    | |
| 991-992              | Gislebert (Engelbert)                          | |
| 992-1017             | Renaud de Vendôme                              | Canceller d'Hug Capet |
| 1017-1020            | Azelin                                         | |
| 1020-1030            | Francon                                        | |
| 1030-1060            | Humbert (Imbert) de Vergy (Verzy)              | |
| 1061-1095            | Geoffroy de Boulogne                           | |
| v. 1095-1101         | Guillaume de Montfort                          | |
| 1102-1104            | Foulques                                       | |
| 1104-1116            | Galon                                          | |
| 1116-1123            | Guibert (Girbert)                              | |
| v. 1123-1141         | Étienne de Senlis                              | |
| v. 1143-1159         | Thibaud                                        | |
| 1159-1160            | Pierre Lombard                                 | |
| 1160-1196            | Maurice de Sully                               | |
| 1197-1208            | Odon de Sully (o Eudes de Sully)               | |
| 1208-1219            | Pierre II de la Chapelle (o de Nemours)        | |
| 1220-1223            | Guillaume II de Seignelay (o d'Auxerre)        | |
| 1224-1227            | Barthélemy                                     | |
| 1228-1249            | Guillaume III d'Auvergne                       | |
| 1249- 1249           | Gauthier II de Château-Thierry                 | |
| 1250-1268            | Renaud III Mignon de Corbeil                   | |
| 1268-1279            | Étienne II Templer                             | |
| 1280-????            | Jean de Allodio                                | |
| 1280-1288            | Renaud IV de Hombliéres                        | |
| v.1289-????          | Adenolfus de Anagnia                           | |
| 1290-1304            | Simon Matifas de Bucy (Bussi o Bussy)          | |
| 1304-1320            | Guillaume de Beaufet                           | |
| 1319-1325            | Étienne III de Bouret                          | llevà les condemnes d'Étienne II a Tomàs d'Aquino |
| 1325-1332            | Hugues II Michel de Besançon                   | |
| 1332-1342            | Guillaume V de Chanac                          | |
| 1342-1349            | Foulques II de Chanac                          | |
| 1349-1350            | Audouin Aubert                                 | |
| 1350-1352            | Pierre de La Forest                            | |
| 1353-1363            | Jean I de Meulent                              | Anterior Bisbe de Noyon |
| 1363-1373            | Étienne IV de París                            | |
| 1373-1384            | Aimery de Magnac                               | |
| 1384-1409            | Pierre II d'Orgemont                           | Anterior Bisbe de Thérouanne |
| 1409-1420            | Gérard de Montaigu                             | Anterior Bisbe de Poitiers |
| 1420-1421            | Jean Courtecuisse                              | |
| 1421-1422            | Jean III de La Rochetaillée                    | |
| 1423-1426            | Jean IV de Nant, dit de Vienne                 | Anterior arquebisbe de Vienne |
| 1427-1438            | Jacques du Chastelier (Châtelier)              | |
| 1439-1447            | Denis du Moulin                                | |
| 1447-1472            | Guillaume Chartier                             | |
| 1473-1492            | Louis de Beaumont de la Forêt                  | |
| 1492-1492            | Gérard Gobaille                                | |
| 1492-1502            | Jean-Simon de Champigny                        | |
| 1503-1519            | Étienne Poncher                                | Després arquebisbe de Sens |
| 1519-1532            | François Poncher                               | |
| 1532-1541            | Jean du Bellay                                 | Cardenal |
| 1551-1563            | Eustache du Bellay                             | |
| 1564-1568            | Guillaume Viole                                | |
| 1573-1598            | Pierre de Gondi                                | Cardenal. Anterior Bisbe de Langres |
| 1598-1622            | Henri de Gondi                                 | Cardenal |
| Arquebisbes de Paris |                                                | |
| 1622-1654            | Jean-François de Gondi                         | |
| 1654-1662            | Jean-François Paul de Gondi                    | Cardenal |
| 1662-1664            | Pierre de Marca                                | |
| 1664-1671            | Hardouin de Péréfixe de Beaumont               | |
| 1671-1695            | François Harlay de Champvallon                 | Anterior arquebisbe de Rouen Primer Duc de Saint-Cloud. |
| 1695-1729            | Louis Antoine de Noailles                      | Cardenal Duc de Saint-Cloud |
| 1729-1746            | Charles Gaspard Guillaume de Vintimille du Luc | Anterior arquebisbe d'Aix Duc de Saint-Cloud |
| 1746-1746            | Jacques Bonne-Gigault de Bellefonds            | Anterior arquebisbe d'Arlés Duc de Saint-Cloud |
| 1746-1781            | Christophe de Beaumont                         | Duc de Saint-Cloud |
| 1781-1802            | Antoine-Éléonor-Léon Leclerc de Juigné         | Darrer Duc de Saint-Cloud |
| 1791-1793            | Jean-Baptiste Gobel                            | Bisbe constitucional |
| 1798-1801            | Jean-Baptiste Royer                            | Bisbe constitucional |
| 1802-1808            | Jean Baptiste de Belloy                        | Cardenal |
| 1810-1814            | Jean-Sifrein Maury                             | Cardenal [no reconegut, sense butlla] |
| 1817-1821            | Alexandre Angélique de Talleyrand-Périgord     | Cardenal |
| 1821-1839            | Hyacinthe-Louis de Quélen                      | |
| 1840-1848            | Denys Auguste Affre                            | Va ser mort el 26 de juny de 1848, quan intentava apaivagar els insurgents de les Jornades de Juny. |
| 1848-1857            | Marie-Dominique-Auguste Sibour                 | Va ser assassinat a l'església de Saint-Étienne-du-Mont. |
| 1857-1862            | François-Nicolas-Madeleine Morlot              | Cardenal |
| 1863-1871            | Georges Darboy                                 | Detingut per ordre de la Comuna de París, va ser afusellat com a ostatge durant la Setmana sagnant, el 24 de maig.                                                                                               |
| 1871-1886            | Joseph Hippolyte Guibert                       | Cardenal |
| 1886-1908            | François-Marie-Benjamin Richard                | Cardenal |
| 1908-1920            | Léon-Adolphe Amette                            | Cardenal |
| 1920-1929            | Louis-Ernest Dubois                            | Cardenal, anterior arquebisbe de Rouen. |
| 1929-1940            | Jean Verdier                                   | Cardenal |
| 1940-1949            | Emmanuel Suhard                                | Cardenal |
| 1949-1966            | Maurice Feltin                                 | Cardenal |
| 1966-1968            | Pierre Veuillot                                | Cardenal |
| 1968-1981            | François Marty                                 | Cardenal |
| 1981-2005            | Jean-Marie Lustiger                            | Cardenal |
| 2005-2017            | André Vingt-Trois                              | Cardenal |
| 2017                 | Michel Aupetit                                 | |

## Estadístiques
A finals del 2004, la diòcesi tenia 1.548.996 batejats sobre una població de 2.212.851 persones, equivalent al 70,0% del total.
| any  | població  | població  | població | sacerdots | sacerdots       | sacerdots       | sacerdots             | diaques | religiosos | religiosos | parroquies |
| ---- | --------- | --------- | -------- | --------- | --------------- | --------------- | --------------------- | ------- | ---------- | ---------- | ---------- |
| any  | batejats  | total     | %        | total     | clergat secular | clergat regular | batejats por sacerdot | diaques | homes      | dones      |            |
| 1950 | 1.591.903 | 4.775.711 | 33,3     | 2.087     | 1.503           | 584             | 762                   |         | 832        | 9.500      | 222        |
| 1970 | 2.090.000 | 2.590.771 | 80,7     | 2.700     | 867             | 1.833           | 774                   |         | 2.183      | 4.139      | 100        |
| 1980 | 1.829.000 | 2.330.000 | 78,5     | 1.979     | 879             | 1.100           | 924                   | 5       | 1.245      | 3.534      | 98         |
| 1990 | 1.781.000 | 2.271.000 | 78,4     | 1.554     | 616             | 938             | 1.146                 | 41      | 1.256      | 2.855      | 113        |
| 1999 | 1.540.000 | 2.228.000 | 69,1     | 1.500     | 684             | 816             | 1.026                 | 82      | 1.016      | 2.822      | 120        |
| 2000 | 1.377.000 | 2.116.000 | 65,1     | 1.530     | 667             | 863             | 900                   | 81      | 1.380      | 2.805      | 126        |
| 2001 | 1.357.000 | 2.116.000 | 64,1     | 1.396     | 622             | 774             | 972                   | 84      | 1.324      | 2.642      | 126        |
| 2002 | 1.270.000 | 2.116.000 | 60,0     | 1.392     | 594             | 798             | 912                   | 90      | 1.347      | 2.516      | 126        |
| 2003 | 1.270.000 | 2.116.000 | 60,0     | 1.339     | 576             | 763             | 948                   | 95      | 1.340      | 2.486      | 126        |
| 2004 | 1.548.996 | 2.212.851 | 70,0     | 1.296     | 566             | 730             | 1.195                 | 94      | 1.252      | 2.500      | 116        |